# Montigny-sur-Crécy
 Montigny-sur-Crécy  es una población y comuna francesa ubicada en la región de Picardía, departamento de Aisne, en el distrito de Laon y cantón de Crécy-sur-Serre.

## Demografía
| 488 | 550 | 552 | 555 | 578 | 608 | 600 | 602 | 571 | 548 | 531 | 514 | 542 | 506 | 481 | 490 | 493 | 439 | 422 | 424 | 340 | 394 | 366 | 345 | 335 | 335 | 356 | 323 | 308 | 303 | 306 | 312 |
| Para los censos de 1962 a 1999 la población legal corresponde a la población sin duplicidades (Fuente: INSEE [Consultar]) |     |     |     |     |     |     |     |     |     |     |     |     |     |     |     |     |     |     |     |     |     |     |     |     |     |     |     |     |     |     |     |